# نيت أرشيبالد
نيت أرشيبالد (بالإنجليزية: Nate Archibald) مواليد 2 سبتمبر 1948 في نيويورك، هو لاعب كرة سلة أمريكي سابق بدأ مسيرته الاحترافية في سنة 1970. يبلغ طوله 6 قدم 1 بوصة (1.9 م). اعتزل اللعب في 1984.

## فرق لعب لها
- بروكلين نتس
- بوسطن سيلتكس
- ميلووكي باكز

## روابط خارجية
- نيت أرشيبالد على موقع إن بي أي (الإنجليزية)
- نيت أرشيبالد على موقع سبورتس رفرنس (الإنجليزية)
- نيت أرشيبالد على موقع إي إس بي إن.كوم (الإنجليزية)
- نيت أرشيبالد على موقع كلية كرة السلة في سبورتس رفرنس.كوم (الإنجليزية)
- نيت أرشيبالد على موقع ريلجم (الإنجليزية)
- نيت أرشيبالد على موقع بروبوليرز (الإنجليزية)
- نيت أرشيبالد على موقع قاعة المشاهير الجامعة الوطنية لكرة السلة (الإنجليزية)